# Testy na SARS-CoV-2

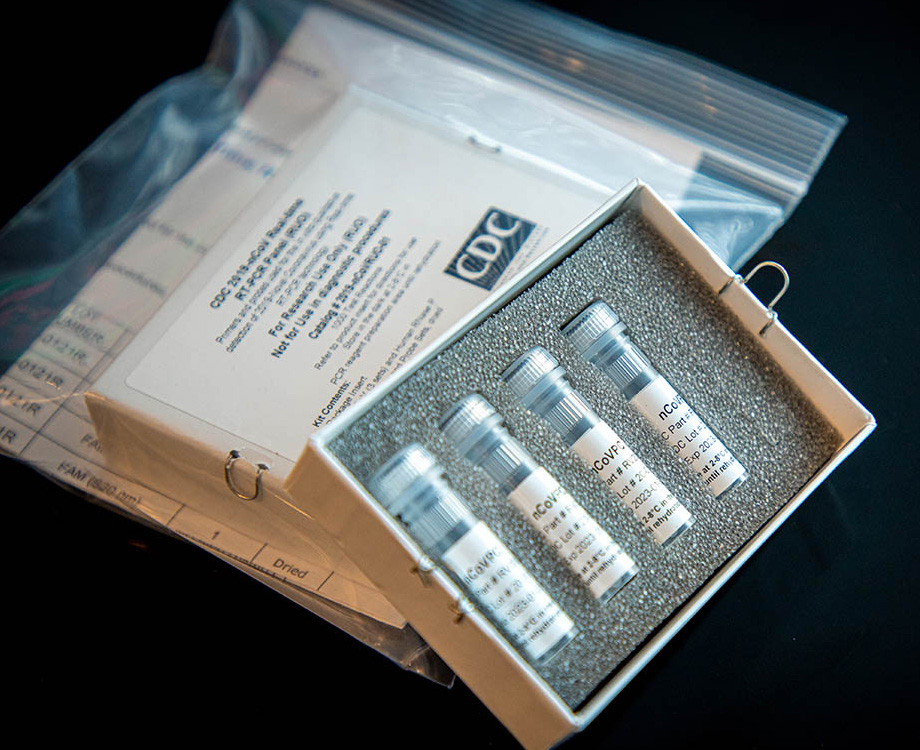
Zestaw testów laboratoryjnych na obecność koronawirusa amerykańskiego CDC

Testy na SARS-CoV-2 – testy diagnostyczne służące do wykrycia obecnej lub przeszłej obecności wirusa SARS-CoV-2, wywołującego chorobę COVID-19. Dwa główne rodzaje testów wykrywają obecność wirusa lub obecność przeciwciał wytwarzanych w odpowiedzi na infekcję SARS-CoV-2. Testy te są wykorzystywane do diagnozowania indywidualnych przypadków zakażeń i umożliwiają organom zdrowia publicznego śledzenie i zarządzanie epidemią. Wyniki testów na obecność przeciwciał (testy immunologiczne/serologiczne) są przesłanką do oceny, czy ktoś  przeszedł infekcję SARS-CoV-2 w przeszłości. Ponieważ przeciwciała mogą pojawiać się dopiero kilka tygodni po zakażeniu, testy serologiczne są mniej użyteczne w diagnozowaniu aktywnej infekcji, ale mogą służyć do oceny rozprzestrzenienia się choroby, co pomaga oszacować jej śmiertelność.
Poszczególne kraje przyjęły różne protokoły testowania uwzględniające kogo testować, jak często, jakiego protokołu analizy używać, jak pobierać próbki i jak wykorzystywać wyniki testów. Te różnice w protokołach wpłynęły na wyniki statystyczne, w tym liczbę odnotowywanych przypadków, wykonanych testów, wskaźniki śmiertelności i dane demograficzne przypadków. Ponieważ zakażenie SARS-CoV-2 występuje kilka dni po kontakcie z wirusem (i przed wystąpieniem objawów), istnieje pilna potrzeba częstego testowania i szybkiej dostępności wyników.
Analiza testów jest często wykonywana w laboratoriach medycznych przez diagnostów laboratoryjnych. Laboratoria mogą być również umiejscawiane w gabinetach lekarskich, na parkingach, w miejscach pracy lub w węzłach komunikacyjnych.

## Metody
Ze względu na rodzaj wykrywanego materiału rozróżnia się trzy główne typy testów:
- wykrywające materiał genetyczny wirusa (zwane również molekularnymi lub genetycznymi; potocznie określane mianem testu PCR),

- wykrywające otoczkę wirusa (określane mianem testów antygenowych),
- wykrywające przeciwciała, które wytworzyły się u człowieka w odpowiedzi na infekcję wirusową (potocznie nazywane testami na przeciwciała).

Badanie na obecność wirusa zwykle odbywa się poprzez wykrywanie jego materiału genetycznego (testy PCR) lub fragmentów białek z jego powierzchni (testy antygenowe).

### Test genetyczne
Reakcja łańcuchowa polimerazy z odwrotną transkrypcją (RT-PCR) służy do uzyskania cDNA z RNA w procesie odwrotnej transkrypcji, a następnie powielenia DNA, aby wytworzyć wystarczającą ilość materiału do analizy. RT-PCR może w ten sposób wykryć obecność materiału genetycznego SARS-CoV-2 w badanej próbce. Proces RT-PCR zwykle trwa kilka godzin. Testy te nazywane są również testami molekularnymi lub testami RT-PCR.
W zależności od wyposażenia laboratoriów, stosowane są także inne rodzaje testów RT-PCR: RT-PCR w czasie rzeczywistym lub ilościowy RT-PCR. Jej nazwa jest skracana do qRT-PCR, rRT-PCR lub RT-qPCR.

### Testy antygenowe

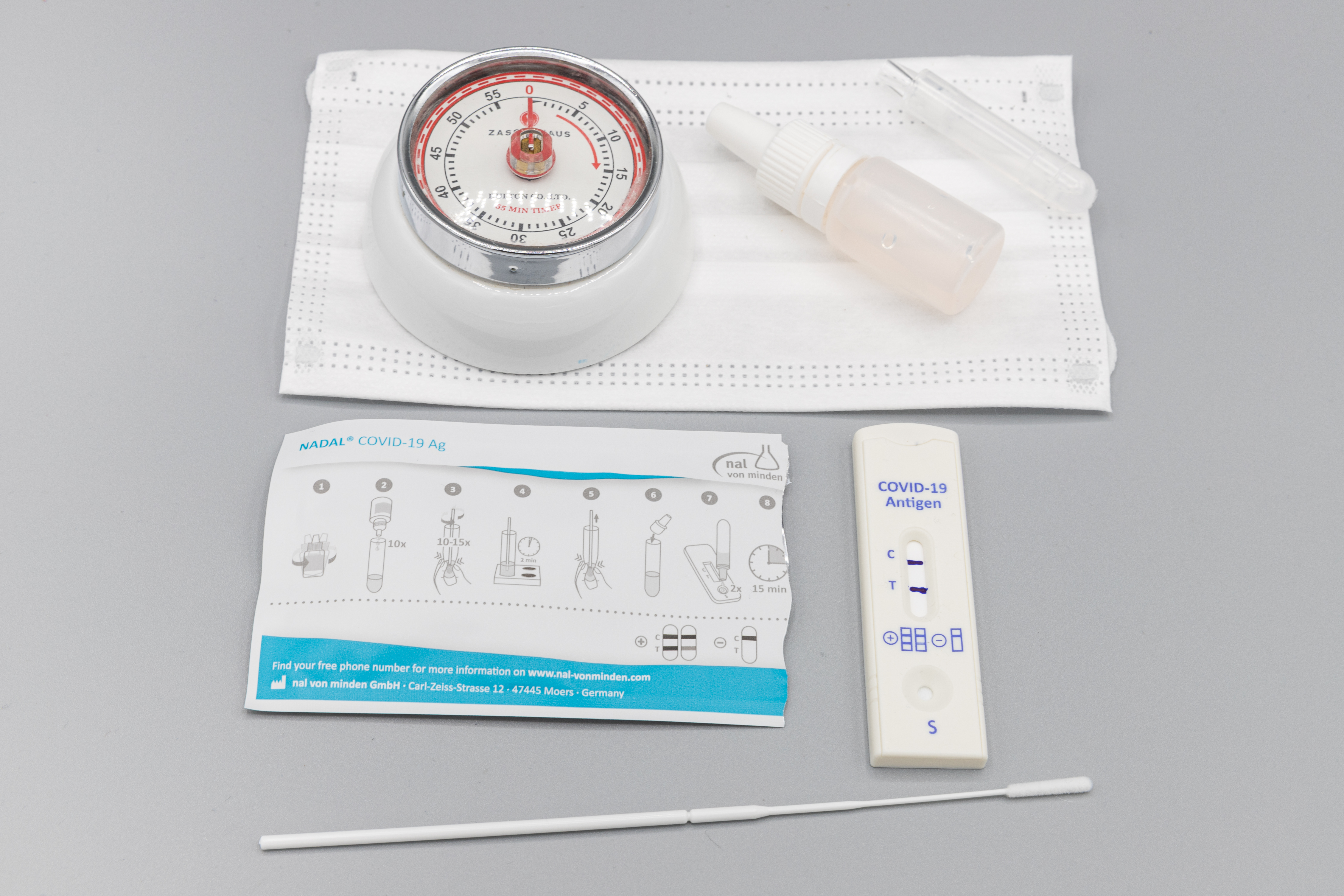
Zestaw do szybkiego testu antygenowego SARS-CoV-2

Testy antygenowe potwierdzają obecność białek antygenowych pochodzących z powierzchni wirusa. W przypadku koronawirusa SARS-CoV-2 są to najczęściej białka kolców z powierzchni wirusa. Białka antygenowe SARS-CoV-2 można wykryć przed wystąpieniem objawów choroby COVID-19. Test ten trwa krócej, ale ma mniejszą czułość niż test RT-PCR.

### Testy serologiczne
Organizm broni się przed infekcją wirusową wytwarzając przeciwciała, które mają zneutralizować wirusa. Badania krwi (zwane również testami serologicznymi) mogą wykryć obecność takich przeciwciał. Testy te można również wykorzystać do określenia, ile przeciwciał znajduje się w jednostce osocza ozdrowieńców lub do sprawdzenia, czy dana szczepionka wytwarza odpowiedź immunologiczną.
Testy na przeciwciała wykrywają dwie główne klasy przeciwciał: IgM i IgG. Przeciwciała IgM są na ogół wykrywalne kilka dni po początkowej infekcji, chociaż ich poziom w trakcie i po infekcji nie jest dobrze scharakteryzowany. Przeciwciała IgG są zwykle wykrywalne 10–14 dni po zakażeniu i zwykle osiągają szczyt około 28 dni po zakażeniu. Ten wzozec pojawiania się przeciwciał został zaobserwowany przy innych infekcjach i może być inny w przypadku SARS-CoV-2, gdzie IgM czasami występują po IgG, razem z IgG lub wcale. Jednakowoż, przeciwciała IgM są zwykle wykrywane 5 dni po wystąpieniu objawów, podczas gdy IgG są wykrywane średnio 14 dni po wystąpieniu objawów. Poziomy IgG znacznie spadają po dwóch lub trzech miesiącach.
Nie określono siły działania przeciwciał SARS-CoV-2 i ich okresu ochronnego. Dlatego dodatni wynik testu na przeciwciała może nie oznaczać odporności na przyszłą infekcję. Ponadto nie ustalono, czy łagodne lub bezobjawowe infekcje wytwarzają wystarczającą ilość przeciwciał, aby test mógł je wykryć. Przeciwciała po przejściu niektórych chorób utrzymują się we krwi przez wiele lat, podczas gdy inne zanikają.

## Precyzja
| Źródło próbek                                     | Czułość       |
| ------------------------------------------------- | ------------- |
| Próbki płynu z płukania oskrzelowo-pęcherzykowego | 93% (14/15)   |
| Plwocina                                          | 72% (75/104)  |
| Wymazy z nosa                                     | 63% (5/8)     |
| Fiberobronchoskopia, biopsja szczoteczkowa        | 46% (6/13)    |
| Wymazy z gardła                                   | 32% (126/398) |
| Kał                                               | 29% (44/153)  |
| Krew                                              | 1% (3/307)    |

Dokładność testów, zarówno tych wykrywających wirusa jak i tych wykrywających przeciwciała wytworzone w odpowiedzi na infekcję SARS-CoV-2, mierzy się pod względem czułości i swoistości. Błędy testu mogą być fałszywie dodatnie (wynik testu jest pozytywny, ale wirus, bądź przeciwciało nie są obecne) lub fałszywie ujemne (wynik testu jest negatywny, ale wirus lub przeciwciało są obecne).

### Czułość i swoistość
Czułość wskazuje, jak często test poprawnie identyfikuje obecność wirusa lub przeciwciała. Aby dać wynik pozytywny próbka musi zawierać minimalny poziom wirusa lub przeciwciała. Dla przykładu: test o czułości 90% prawidłowo zidentyfikuje 90% infekcji, a w pozostałych 10%  da wynik fałszywie ujemny. 
Swoistość wskazuje, jak dobrze test jest ukierunkowany na dany wirus lub przeciwciało i nie wychwytuje podobnych wirusów lub podobnych przeciwciał. Test swoisty w 90% prawidłowo zidentyfikuje 90% niezainfekowanych przypadków i da fałszywie dodatni wynik w 10% przypadków.

### Przyczyny błędnego wyniku testu
Na wynik testu wpływ mają: moment infekcji, w którym pobierana jest próbka, prawidłowość pobrania próbki, prawidłowość jej przygotowania do testu jak również prawidłowość przeprowadzenia samego testu. Np. w przypadku wykrywania obecności wirusa moment pobrania próbki ma duże znaczenie, gdyż pobranie materiału do badania zanim wirus się namnożył w organizmie w odpowiedniej ilości lub pobranie próbki  w momencie, gdy organizm zacznie go eliminować, może skutkować fałszywie negatywnym wynikiem spowodowanym niskim poziomem wirusów w pobranej próbce. Ocena testów RT-PCR w maju 2020 r. wykazała, że mediana prawdopodobieństwa wyniku fałszywie ujemnego zmniejszyła się ze 100% w pierwszym dniu po kontakcie z wirusem do 67% w dniu czwartym. W dniu wystąpienia objawów prawdopodobieństwo fałszywie negatywnego testu wynosi 38% i zmniejsza się do 20% trzy dni później.